# Франсоа Бота
Франсоа „Франс“ Бота (на английски език – Francois „Frans“ Botha, наричан „Белия Бизон“) е южноафрикански професионален боксьор и кикбоксьор. Бота е бивш Световен шампион в тежка категория във версия Меджународен Боксов Съвет IBF и е настоящ Световен шампион във версия Световна Боксова Организация WBF.
Бота е един от най-сърцатите и атрактивни боксьори при най-тежките. Има 53 мача от които е спечелил 46 (28 с нокаут), 4 загуби и 2 равни срещи (резултата от един мач е анулиран).
Запомнящи са неговите мачове със Майк Тайсън, Аксел Шулц, Шанън Брикс, Майкъл Мурър, Виталий Кличко и Ленъкс Люис. През 1995 година побеждава германския гигант Аксел Шулц, в мач за титлата на версия IBF, но след мача в неговата допинг проба е открит забраненият медикамент нандролон, мача е анулиран а титлата му е отнета.
От 2003 до 2006 година се подвизава на ринга на свободните боеве К1, където има победи над легендите Жером Льо Банер и трикратния шампион от К1 – Петер Аертс. Участва веднъж в турнир от свободните боеве ММА.
Завръща се към кикбокса през 2008 година. На 30 март 2008 година, Бота побеждава муай тай боеца Каоклай Каенорсинг в Сеул, Корея, със съдийско решение. Губи от французина Грегъри „Джентълмена“ Тони на 27 септември 2008 година в галавечер на бойните спортове в Зимния дворец, София, България, като освен загубата Бота счупи и глезена си в мача.
Живее в Нюпорт, Калифорния, САЩ, заедно със съпругата си и двете им деца.